# Alcuin
Flaccus Albinus Alcuinus sau Ealhwine (cca. 735 – 19 mai 804) a fost un învățat anglo-saxon, teolog, profesor la școala palatină din Aachen, colaborator al lui Carol cel Mare în domeniul culturii.
A făcut reforme importante în liturghia romano-catolică și a lăsat peste 300 de scrisori în latină, o sursă importantă pentru istoria timpului său.
A fost un important consilier politic al lui Carol cel Mare. Spre sfârșitul vieții a fost numit de împăratul Carol cel Mare abate al Mănăstirii Sfântul Martin din Tours⁠(en)[traduceți], deși era doar diacon, probabil pentru a-l îndepărta de la curte în urma criticii pe care a adus-o războiului cu saxonii⁠(en)[traduceți].

## Biografie
S-a născut la York, într-o familie aristocrată din Northumbria în jurul anului 735. Devine călugăr și apoi este hirotonit diacon de Ethelbert.
În timpul unei călătorii la Roma, între 767-780, participă la o dispută între un evreu și Petru de Pavia.
Carol cel Mare îl numește consilier personal pentru probleme religioase și educative.
În această calitate, Alcuin înființează un spital de pelerini le Duodecim Pontes lângă Troyes.
Alcuin a încetat din viață în 804 la Mănăstirea Sf. Martin din Tours, unde a fost înmormântat.

## Contribuții în domeniul științei
La recomandarea lui Carol cel Mare, Alcuin a înființat o serie de școli elementare, iar la mănăstirea Tours, o școală palatină de un nivel mai înalt ("Academia Palatină"), pe care a condus-o.
De asemenea, înființează o bibliotecă în palatul regal.
Astfel a introdus tradițiile umanismului anglo-saxon în Europa de Vest.
Alcuin a contribuit la popularizarea aritmeticii prin compunerea de probleme sub formă de ghicitori și glume.
Cea mai importantă operă a sa din domeniul științific este Propositiones ad ecuendos juvenes, care s-a bucurat de mare faimă în Europa.
Operele sale au fost editate de J.-P. Migne la Paris în 1851.
Alcuin a pus bazele generale ale învățământului din Europa Apuseană și a fost cărturarul cel mai de seamă al renașterii învățământului, cunoscută sub numele de Renașterea carolingiană.

## Scrieri
Versuri
- Carmina, ed. Ernst Dümmler. Poetae Latini Aevi Carolini. vol 1. Berlin, 1881.
- Versus de patribus, regibus et sanctis Eboracensis ecclesiae,
- De clade Lindisfarnensis monasterii,

Epistolae (scrisori)
Alcuin a lăsat peste 300 de scrisori în latină, o sursă importantă pentru istoria timpului său.
- Dümmler, Ernst (red.). 'Alkuini Epistolae' în MGH  Epistolae IV (Berlin 1895)
- Jaffe, Philipp, Ernst Dümmler, W. Wattenbach (red.). Monumenta Alcuiniana, Berlin, Weidmann, 1873,

Scrieri didactice
- Ars grammatica
- De orthographia,
- De dialectica
- Disputatio regalis et nobilissimi juvenis Pippini cum Albino scholastico
- Disputatio de rhetorica et de virtutibus sapientissimi regis Carli et Albini magistri
- De virtutibus et vitiis,
- De animae ratione (ad Eulaliam virginem)
- De Cursu et Saltu Lunae ac Bissexto, tratat de astronomie

Hagiografii
- Vita II Vedastis episcopi Atrebatensis
- Vita Richarii confessoris Centulensis'
- Vita Willibrordi archiepiscopi Traiectensis.